# ابراهیم یسری
ابراهیم یسری (انگلیسی: Ibrahim Yusri; ۲۰ آوریل ۱۹۵۰ – ۲۰ آوریل ۲۰۱۵) هنرپیشه اهل مصر بود.
از فیلم‌هایی که او در آن‌ها حضور داشته می‌توان به از فیلم‌هایی که او در آن‌ها حضور داشته می‌توان به تروریسم اشاره کرد.